# 陳少曼
陳少曼（英語：Jasmine Chen，1989年6月15日—），臺灣女子馬術運動員，國巨董事長陳泰銘的次女，曾和雙胞胎姐姐陳少喬一起參加2006年亞洲運動會馬術比賽障礙超越個人賽，最終陳少曼奪下銀牌，姐姐排名第四。2021年代表中華台北參加2020年夏季奧林匹克運動會馬術比賽。

## 外部連結
- 陳少曼 （页面存档备份，存于）在國際馬術總會的頁面（英文）
- 陳少曼 （页面存档备份，存于）在中華奧林匹克委員會的頁面（繁體中文）
- 陳少曼的Instagram帳戶